# МКС-68
МКС-68 — шестьдесят восьмая долговременная экспедиция Международной космической станции (МКС), которая началась 29 сентября 2022 года, 07:34 UTC в момент отстыковки корабля «Союз МС-21». Экспедиция начала работу в составе семи человек, перешедших из экипажа МКС-67.
6 октября 2022 года, 21:01 UTC в момент стыковки корабля SpaceX Crew-5 экспедицию пополнили ещё четыре члена экипажа. 14 октября 2022 года, 16:05 UTC корабль SpaceX Crew-4 с четырьмя предыдущими членами экипажа отстыковался от станции и вернулся на Землю 14 октября 2022 года, 20:56 UTC.
3 марта 2023 года, 06:40 UTC экспедицию пополнили четыре члена экипажа корабля SpaceX Crew-6. 11 марта 2023 года, 07:19 UTC предыдущий корабль SpaceX Crew-5 с четырьмя членами экипажа отстыковался от станции и вернулся на Землю 12 марта 2023 года, 02:02 UTC
Завершилась экспедиция МКС-68 28 марта 2023 года, 09:57 UTC в момент отстыковки беспилотного корабля Союз МС-22 от станции.

## Экипаж
| Должность             | 29.09 — 06.10.22                            | 06.10—14.10.22                              | 14.10.22 —03.03.23                    | 03.03—11.03.23                        | 11.03—28.03.23                        | № полёта | Дата прибытия                           | Корабль доставки | Отбытие          | Корабль отбытия  |
| --------------------- | ------------------------------------------- | ------------------------------------------- | ------------------------------------- | ------------------------------------- | ------------------------------------- | -------- | --------------------------------------- | ---------------- | ---------------- | ---------------- |
| Бортинженер, командир | Сергей Прокопьев, командир с 12.10.22       | Сергей Прокопьев, командир с 12.10.22       | Сергей Прокопьев, командир с 12.10.22 | Сергей Прокопьев, командир с 12.10.22 | Сергей Прокопьев, командир с 12.10.22 | 2        | Перевод из МКС-67 (на МКС с 21.09.2022) | Союз МС-22       | Перевод в МКС-69 | Перевод в МКС-69 |
| Бортинженер           | Дмитрий Петелин                             | Дмитрий Петелин                             | Дмитрий Петелин                       | Дмитрий Петелин                       | Дмитрий Петелин                       | 1        | Перевод из МКС-67 (на МКС с 21.09.2022) | Союз МС-22       | Перевод в МКС-69 | Перевод в МКС-69 |
| Бортинженер           | Франсиско Рубио                             | Франсиско Рубио                             | Франсиско Рубио                       | Франсиско Рубио                       | Франсиско Рубио                       | 1        | Перевод из МКС-67 (на МКС с 21.09.2022) | Союз МС-22       | Перевод в МКС-69 | Перевод в МКС-69 |
| Бортинженер           | Челл Линдгрен                               | Челл Линдгрен                               |                                       |                                       |                                       | 2        | Перевод из МКС-67 (на МКС с 27.04.2022) | SpaceX Crew-4    | 14.10.2022       | SpaceX Crew-4    |
| Бортинженер           | Роберт Хайнс                                | Роберт Хайнс                                | 1                                     |                                       |                                       |          | Перевод из МКС-67 (на МКС с 27.04.2022) | SpaceX Crew-4    | 14.10.2022       | SpaceX Crew-4    |
| Командир              | Саманта Кристофоретти, командир до 12.10.22 | Саманта Кристофоретти, командир до 12.10.22 | 2                                     |                                       |                                       |          | Перевод из МКС-67 (на МКС с 27.04.2022) | SpaceX Crew-4    | 14.10.2022       | SpaceX Crew-4    |
| Бортинженер           | Джессика Уоткинс                            | Джессика Уоткинс                            | 1                                     |                                       |                                       |          | Перевод из МКС-67 (на МКС с 27.04.2022) | SpaceX Crew-4    | 14.10.2022       | SpaceX Crew-4    |
| Бортинженер           |                                             | Николь Манн                                 | Николь Манн                           | Николь Манн                           |                                       | 1        | 06.10.2022                              | SpaceX Crew-5    | 11.03.2023       | SpaceX Crew-5    |
| Бортинженер           | Джош Кассада                                | Джош Кассада                                | Джош Кассада                          | 1                                     |                                       |          | 06.10.2022                              | SpaceX Crew-5    | 11.03.2023       | SpaceX Crew-5    |
| Бортинженер           | Коити Ваката                                | Коити Ваката                                | Коити Ваката                          | 5                                     |                                       |          | 06.10.2022                              | SpaceX Crew-5    | 11.03.2023       | SpaceX Crew-5    |
| Бортинженер           | Анна Кикина                                 | Анна Кикина                                 | Анна Кикина                           | 1                                     |                                       |          | 06.10.2022                              | SpaceX Crew-5    | 11.03.2023       | SpaceX Crew-5    |
| Бортинженер           |                                             |                                             |                                       | Стивен Боуэн                          | Стивен Боуэн                          | 4        | 03.03.2023                              | SpaceX Crew-6    | Перевод в МКС-69 | Перевод в МКС-69 |
| Бортинженер           | Вуди Хобург                                 | Вуди Хобург                                 | 1                                     |                                       |                                       |          | 03.03.2023                              | SpaceX Crew-6    | Перевод в МКС-69 | Перевод в МКС-69 |
| Бортинженер           | Султан Аль-Нейади                           | Султан Аль-Нейади                           | 1                                     |                                       |                                       |          | 03.03.2023                              | SpaceX Crew-6    | Перевод в МКС-69 | Перевод в МКС-69 |
| Бортинженер           | Андрей Федяев                               | Андрей Федяев                               | 1                                     |                                       |                                       |          | 03.03.2023                              | SpaceX Crew-6    | Перевод в МКС-69 | Перевод в МКС-69 |

14.10.2022 года Саманта Кристофоретти установила новый рекорд по общей продолжительности работы на МКС среди прочих стран - 368 дней 23 часа 58 минут 55 секунд за 4 экспедиции МКС-42/43 и МКС-67/68. Превышен рекорд Лука Пармитано на МКС-60/61 (366 дней 3 часа 33 минуты 37 секунд), установленный в 2020 году. В ходе этой же экспедиции 11.03.2023 года Коити Ваката превысил рекорд Кристофоретти. Продолжительность работы на МКС за 7 экспедиций (МКС-18/19/20, МКС-38/39, МКС-68/69) составила 482 дня 10 часов 53 минуты 47 секунд.

## Ход полёта

### Выходы в открытый космос
- 15 ноября 2022 года,  Джош Кассада и  Франсиско Рубио, выход из модуля Квест длительностью 7 ч 11 мин[10], астронавты смонтировали ферменную конструкцию для установки панелей солнечных батарей iROSA: подготовка к развертыванию iROSA 1B[11].
- 17 ноября 2022 года,  Сергей Прокопьев и  Дмитрий Петелин, выход из модуля Поиск длительностью 6 ч 25 мин, космонавты подготовили дополнительный радиационный теплообменник к переносу европейским дистанционным манипулятором ERA с малого исследовательского модуля «Рассвет» на многоцелевой лабораторный модуль «Наука», включая дренаж азота из радиационного теплообменника[12].
- 3 декабря 2022 года,  Джош Кассада и  Франсиско Рубио, выход из модуля Квест длительностью 7 ч 05 мин, астронавты успешно установили одну из панелей солнечных батарей iROSA (iROSA 3A), а также провели работы, связанные с коммутацией орбитальной станции[13].
- 22 декабря 2022 года,  Джош Кассада и  Франсиско Рубио, выход из модуля Квест длительностью 7 ч 08 мин[14], продолжение работ по установке панелей солнечных батарей iROSA: установка iROSA 4A[15].
- 20 января 2023 года,  Николь Манн и  Коити Ваката, выход из модуля Квест длительностью 7 ч 21 мин[16], продолжение работа по установке панелей солнечных батарей iROSA: завершение подготовки к развертыванию iROSA 1B, подготовка к развертыванию iROSA 1A.
- 2 февраля 2023 года,  Николь Манн и  Коити Ваката, выход из модуля Квест длительностью 6 ч 41 мин[17], продолжение работа по установке панелей солнечных батарей iROSA: завершение подготовки к развертыванию iROSA 1A.

### Принятые грузовые корабли
- Прогресс МС-21, запуск 26 октября 2022 года, 00:20 UTC[18], стыковка 28 октября 2022 года, 02:48 UTC[19] к модулю МИМ-2 "Поиск".
- Cygnus NG-18, запуск 7 ноября 2022 года, 10:32 UTC[20], стыковка 9 ноября 2022 года[21] к надирному узлу модуля модуля «Юнити» с помощью манипулятора "Канадарм 2".
- SpaceX CRS-26, запуск 26 ноября 2022 года, 19:20 UTC[22], стыковка 27 ноября 2022 года, 12:30 UTC[23] к модулю «Гармония» (IDA-3 на PMA-3).
- Прогресс МС-22, запуск 9 февраля 2023 года, 06:15 UTC[24], стыковка 11 февраля 2023 года, 08:45 UTC к кормовому узлу модуля «Звезда»[25].
- Союз МС-23, запуск 24 февраля 2023 года,  00:24 UTC[26], стыковка 26 февраля 2023 года, 00:58 UTC к зенитному узлу модуля «Поиск»[27]. Беспилотный запуск для замены поврежденного корабля «Союз МС-22». Доставка грузов на МКС.
- SpaceX CRS-27, запуск 15 марта 2023 года, 00:30 UTC[28], стыковка 16 марта 2023 года, 11:31 UTC[29] к модулю «Гармония» (IDA-2 на PMA-2).

### Отстыкованные грузовые корабли
- Прогресс МС-19, отстыковка от модуля МИМ-2 "Поиск" 23 октября 2022 года, 22:45 UTC[30], затопление 24 октября 2022 года, 01:51 UTC[31].
- SpaceX CRS-26, отстыковка от модуля «Гармония» (IDA-3 на PMA-3) 9 января 2023 года, 22:05 UTC, приводнение 11 января 2023 года, 10:19 UTC[32].
- Прогресс МС-20, отстыковка от кормового узла модуля «Звезда» 7 февраля 2023 года, 04:56 UTC[33], затопление 7 февраля 2023 года, 08:45 UTC[34].
- Прогресс МС-21, отстыковка от модуля МИМ-2 "Поиск" 18 февраля 2023 года, 02:26 UTC, затопление 19 февраля 2023 года, 03:57 UTC.
- Союз МС-22, отстыковка от модуля "Рассвет" 28 марта 2023 года, 09:57 UTC[7], приземление в беспилотном режиме с возвращаемыми грузами 28 марта 2023 года, 11:45 UTC[35] .

### Повреждение корабляСоюз МС-22и изменение плана полёта
14 декабря 2022 года была выявлена утечка из приборно-агрегатного отсека корабля Союз МС-22, ставшая причиной вывода из строя системы терморегулирования корабля. Первым последствием повреждения стала отсрочка выходов в открытый космос по российской программе. Ввиду серьезности повреждения, Роскосмос 12 января 2023 года принял решение о возвращении поврежденного корабля в беспилотном варианте и беспилотном запуске корабля Союз МС-23. Вследствие принятого решения, Сергей Прокопьев, Дмитрий Петелин и  Франсиско Рубио остались на станции ещё на несколько месяцев и вернулись на корабле Союз МС-23 27 сентября 2023 года, совершив самый длительный полёт на МКС продолжительностью более одного года: 370 сут 21 час 22 мин. 11 февраля 2023 года также произошла разгерметизация корабля Прогресс МС-21.